# UNITAS

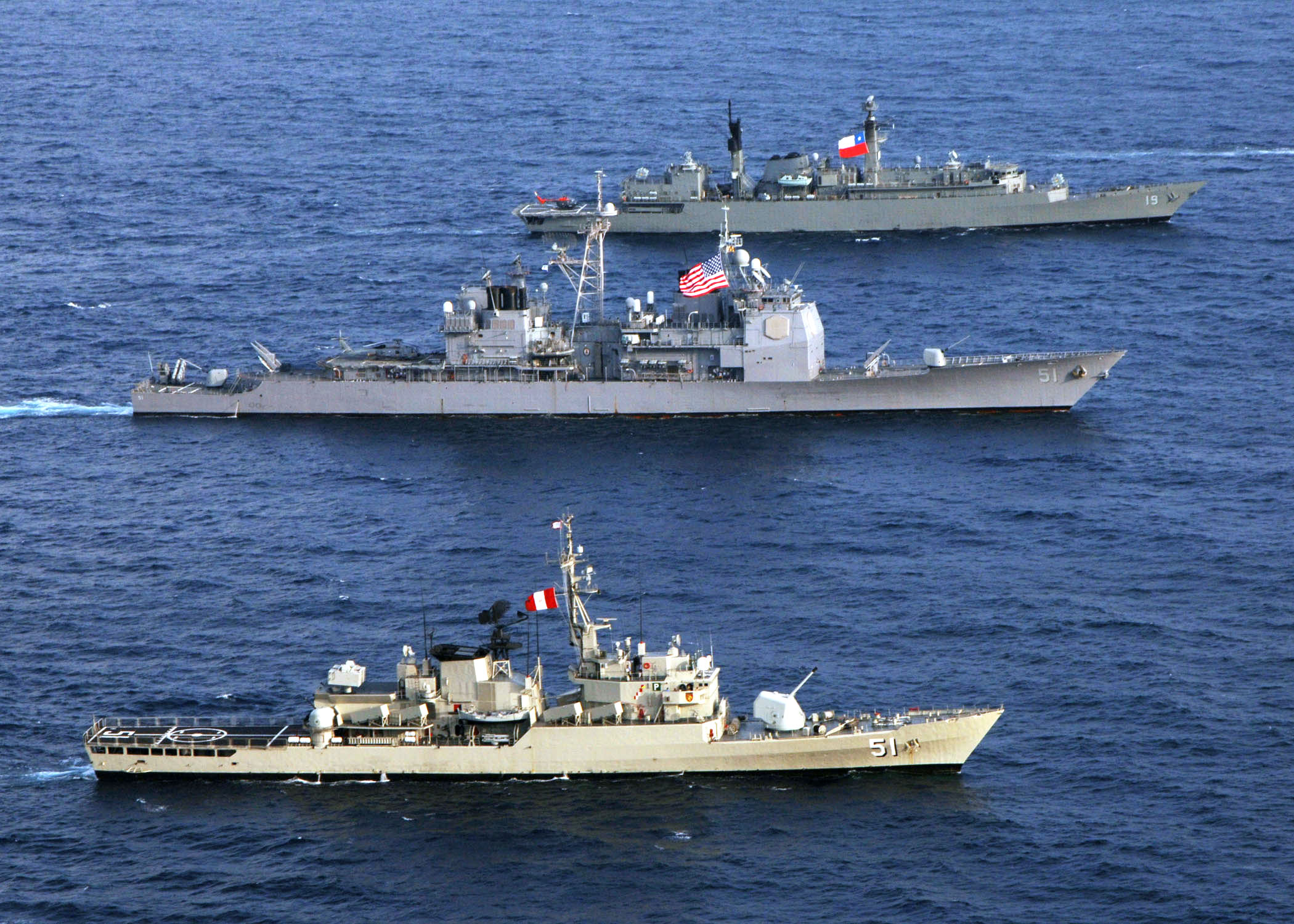
La fregata Carvajal (FM-51) in primo piano durante l'esercitazione UNITAS 46-05 fase Pacifico al largo delle coste della Colombia l'11 luglio 2005. Al centro l'incrociatore americano USS Thomas S. Gates (CG 51) della Classe Ticonderoga e sullo sfondo la fregata cilena Almirante Williams (FF 19), ex fregata inglese Type 22 HMS Sheffield (F96)

Le esercitazioni navali UNITAS (United International Antisubmarine Warfare Exercise) sono svolte con frequenza annuale dalla US Navy insieme ad altre marine di stati dell'America Latina e dei Caraibi. Queste esercitazioni sono iniziate a partire dal 1960 dopo la Prima Conferenza Navale di Panama del 1959 e vengono svolte nell'ambito del Trattato Interamericano di Assistenza Reciproca (TIAR).
All'inizio a partecipare oltre agli Stati Uniti furono Argentina, Brasile, Cile, Colombia, Perù, Ecuador, Uruguay, e Venezuela, mentre con il trascorrere degli anni si sono aggregati altri stati.
Le operazioni che si sono svolte per la prima volta nelle acque del Venezuela, il 28 agosto 1960, hanno come fine oltre quello addestrativo, anche quello di far cooperare e stabilire relazioni fra le marine della regione. La sede varia ogni anno. Dal 1999 l'esercitazione si divide in tre fasi: Atlantico, Pacifico e Caraibi.
In un primo momento l'esercitazione aveva come scopo l'addestramento per affrontare la minaccia sovietica nel contesto della guerra fredda, ma successivamente le finalità addestrative dell'esercitazione si sono adeguate ai mutamenti avvenuti negli scenari internazionali.

## UNITAS 47-06

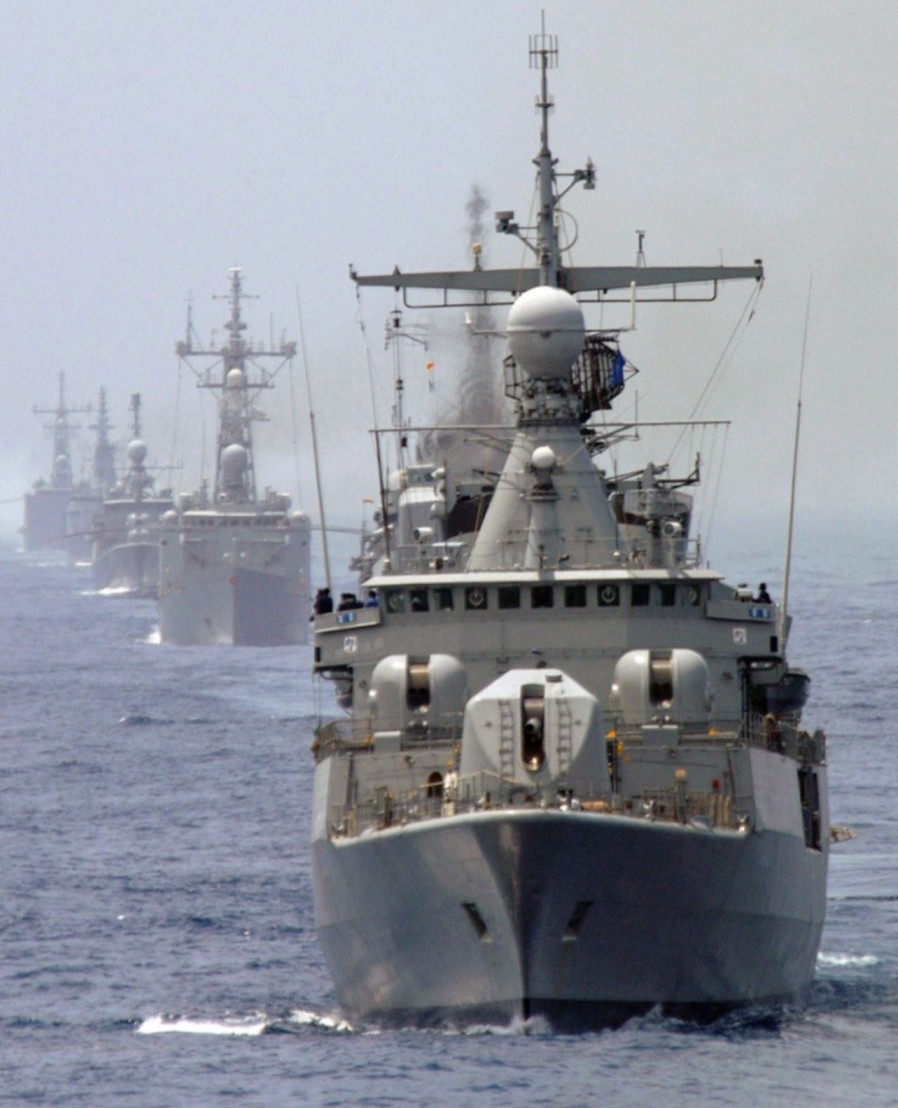
Il cacciatorpediniere Almirante Brown alla guida di una formazione navale multinazionale al largo delle coste brasiliane nel corso di UNITAS 47-06

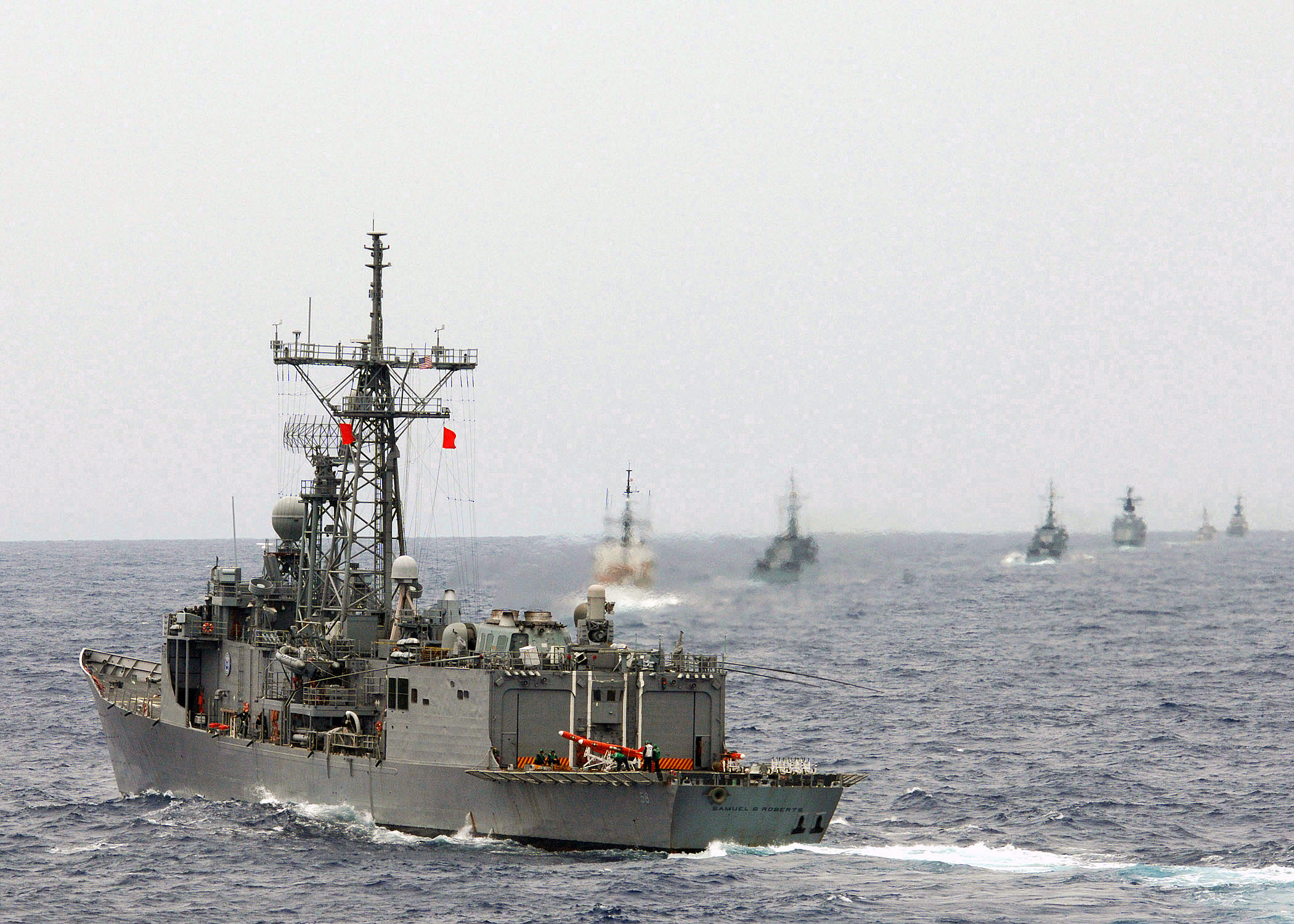
la fregata americana Samuel B Roberts durante UNITAS 2005

### Fase Atlántico
Sede: Brasile.

Zona di azione: Acque internazionali al largo delle coste del Brasile

Stati partecipanti: Stati Uniti, Argentina, Brasile, Spagna, Uruguay

Durata: 20-30 ottobre 2006

## UNITAS 48-07

### Fase Atlántico
Sede: Argentina.

Zona di azione: Acque internazionali al largo delle coste dell'Argentina

Stati partecipanti: Stati Uniti, Argentina, Brasile, Spagna, Cile

Durata: 4-11 maggio 2007

Unità navali:

Argentina:
- cacciatorpediniere ARA Almirante Brown
- Corvette: ARA Gómez Roca e ARA Spiro
- Nave logistica: ARA Patagonia
- Sottomarino: ARA Salta
- Avviso: ARA Teniente Olivieri

Brasile:
- Fregate:
  - BNS Bosisio
  - BNS Independencia
- Nave da rifornimento: BNS Gasto Motta
- Sottomarino BNS Tapajo.

Stati Uniti:
- cacciatorpediniere USS Mitscher
- Nave d'assalto anfibio USS Pearl Harbor
- Fregata USS Samuel B. Roberts

Cile:
- Fregata Almirante Latorre

Spagna:
- Fregata Santa María